# I Wish I Could Stay Here
I Wish I Could Stay Here — дебютный студийный альбом британской рок-группы Basement. Он был выпущен 5 июля 2011 года лейблом Run for Cover Records.
После образования в 2010 году группа выпустила демо-запись и подписала контракт с лейблом Run for Cover. В конце 2010 и начале 2011 года группа гастролировала по Великобритании и Европе. В мае 2011 года они записали свой дебютный альбом I Wish I Could Stay Here в студии Stuck on a Name Studios в Ноттингеме. В июне была доступна для прослушивания песня «Grayscale». Месяц спустя был выпущен альбом I Wish I Could Stay Here. После этого группа отправилась в турне по Великобритании, США и Австралии. Альбом получил положительные отзывы критиков и вошёл в список 20 лучших альбомов 2011 года по версии Thrash Hits.

## История
Basement образовалась в Ипсвиче в 2010 году and released a demo shortly afterwards. и вскоре после этого выпустила демо-альбом. В августе того же года было объявлено, что группа подписала контракт с независимым лейблом Run for Cover Records и планирует выпустить свой дебютный альбом в 2011 году. Гитарист Алекс Хенри объяснил, что после того, как группа начала переговоры с основателем Run for Cover Джеффом Касазза, «все просто сложилось». В тот же день Two Songs был выпущен для бесплатной загрузки. Basement отправился в тур по Великобритании вместе с Tigers Jaw и End of a Year в декабре 2010 и январе 2011 года. В марте 2011 года группа отправилась в тур по Великобритании вместе с группами Hostage Calm и Daylight. После этого в апреле группа отправилась в турне по Европе вместе с группами Brutality Will Prevail и More Than Life.
I Wish I Could Stay Here был записан в Stuck on a Name Studios в Ноттингеме с Иэном Боултом в мае. «Plan to Be Surprised» и «Every Single Word» из Two Songs были перезаписаны для альбома. Джесси Кэннон смешал и отмастерил записи в Cannon Found Soundation Recording Studios. По словам вокалиста Эндрю Фишера, группа написала материал, который им «нравился и который, по их мнению, отражал их сущность». Фишер объяснил, что тексты, которые он написал, были «о том, что произошло со мной, или о том, что меня интересует». Звучание альбома описывают как эмо, поп-панк и постхардкор. Альбом открывается сэмплом из фильма «Незабываемый роман» (1957). Трек 2, «Plan to Be Surprised», получил своё название от фильма «Влюбиться в невесту брата» (2007).

## Отзывы
| Оценки критиков  | Оценки критиков |
| Источник         | Оценка          |
| ---------------- | --------------- |
| AbsolutePunk     | 82%             |
| Alter the Press! | 5/5             |
| Dead Press!      | [ 13 ]          |
| Kill Your Stereo | 96/100          |

Альбом получил в целом положительные отзывы от современных музыкальных критиков.
Альбом «I Wish I Could Stay Here» получил положительные отзывы критиков. Рецензент AbsolutePunk Алекс Джаферис написал, что альбом стал «желанным глотком свежего воздуха» для перенасыщенной музыкальной сцены, полной «вялых подражателей давно ушедших дней славы». Он назвал звучание группы «свежим», с «прямой энергией… обозначающей чёткую цель, а именно — рок, очень жёсткий». Джаферис счёл тексты группы «точными и относительно твёрдыми». Чантелл Гудчайлд из Alter the Press! расценила альбом как «полчаса чистого блеска», сочетающего в себе постхардкор, поп-панк и эмо, и отметила, что группа «звучит на миллион миль» от дома. Гудчайлд было трудно выбрать какую-то одну песню «для индивидуальной похвалы, когда все они настолько безупречны».
Рецензент Kill Your Stereo Мэддо назвал вокал Фишера «более чистым и улучшенным» по сравнению с предыдущими работами группы и сравнил его с вокалом фронтмена Title Fight Джейми Родена. Мэддо считал, что альбом «не звучит как дебютный альбом», а скорее «как работа группы, которая уже много лет вместе создаёт музыку». I Wish I Could Stay Here вошёл в топ-20 альбомов 2011 года по версии Thrash Hits, заняв 20-е место. Лок Джонсон в рецензии для Thrash Hits, отметил что альбом содержит «больше души, больше эмоций и просто больше отличных песен», чем любой из альбомов современников группы.

## Список композиций
1. «Fading» — 2:17
2. «Plan to Be Surprised» — 2:19
3. «Canada Square» — 4:08
4. «Crickets Throw Their Voice» — 3:25
5. «Earl Grey» — 2:35
6. «Ellipses» — 3:40
7. «Every Single Word» — 1:57
8. «Yoke» — 2:26
9. «Grayscale» — 2:29
10. «March» — 3:15